# Naneun wang-iroso-ida
Naneun wang-iroso-ida (Hangul: 나는 왕이로소이다; titolo internazionale I Am a King), è un film sudcoreano del 2012, inedito in Italia.

## Trama
Il film descrive i tre mesi che precedono l'incoronazione a re del principe Choon-nyung, successivamente Sejong il Grande. Sebbene il re sia ricordato come una figura leggendaria, per aver creato l'alfabeto coreano e aver fatto progredire nel paese la scienza e il diritto, precedentemente era una persona solitaria che amava soltanto stare nella biblioteca reale a leggere libri. Quando suo padre gli propose di diventare re, non apprezzando affatto gli altri due figli maggiori, Yangnyeong e Hyorseong, il giovane Choon-nyung decise di sfuggire dal palazzo prima della cerimonia d'incoronazione. Fuggendo, si imbatté in uno schiavo ubriaco e irascibile, Deok-chil con cui scambiò i propri abiti. Data l'estrema somiglianza fra i due, lo schiavo venne incoronato re, mentre il principe fu costretto a vivere da povero. Uscito dal palazzo reale, vide con i suoi occhi la situazione della gente del suo regno, estremamente povera. Dopo varie peripezie, fu comunque scoperto lo scambio di ruoli: eletto re, Choon-nyung cambiò radicalmente modo di fare e di essere, portando il suo paese al progresso.

## Accoglienza
Il film è stato proiettato per la prima volta nei cinema sudcoreani l'8 agosto 2012. Il 13 agosto il film fu eccezionalmente proiettato nei giardini del Deoksugung (Seoul), per celebrare la Festa dell'Indipendenza coreana.
In tutto il film ha guadagnato 4,440,905 dollari.

## Curiosità
- La trama del film è ispirata a quella de Il principe e il povero.